# Гуггенхайм, Микеланджело
Моизе́ Микела́нджело Гуггенха́йм (итальянское произношение фамилии — Гуггена́йм; итал. Moisè Michelangelo Guggenheim; 17 ноября 1837, Венеция — 21 сентября 1914, там же) — итальянский антиквар, коллекционер и исследователь предметов искусства. Один из наиболее значимых европейских антикваров XIX века.

## Биография
Родился 17 ноября 1837 года в Венеции. В 1858 году открыл мастерскую по восстановлению резных изделий из дерева и слоновой кости, где работали 50 сотрудников. В мастерской его сотрудники занимались в том числе реставрацией старинных предметов искусства — таких, как мебель и рамы картин. В 1877 году открыл антикварный магазин и мастерскую в здании знаменитого Палаццо Бальби, фасад которого выходит на Гранд-канал. К 1885 году у антиквара были уже 3 магазина, в каждом из которых работало около 30 человек: в Палаццо Бальби, в Палаццо Корнер-делла-Фрескада-Лоредан (открыт в 1881 году) и на Калле Сан-Больдо. Помимо постоянных сотрудников, Гуггенхайм привлекал к некоторым реставрационным работам студентов старших курсов Венецианской школы искусств и их промышленного использования (итал. Scuola Veneta d’arte applicata all’industria), которую он основал в 1872 году.
К этому времени деятельность Гуггенхайма обрела общеевропейскую известность — он занимался продажей и реконструкцией предметов антиквариата для многочисленных организаций (от компании Tiffany & Co. до Лувра) и частных лиц. У него были клиенты не только в Италии, но и в Австро-Венгрии, в Великобритании, в Германии, во Франция, даже в США и в Российской империи. Мастерские Гуггенхайма реставрировали и производили мебель и иные резные изделия по заказам многих высокопоставленных и правящих персон — так, в 1884 году он поставил мебель миланскому писателю Джованни Верге, 1903 году — премьер-министру Италии Джузеппе Дзанарделли, в 1906 году — королеве Великобритании Александре.

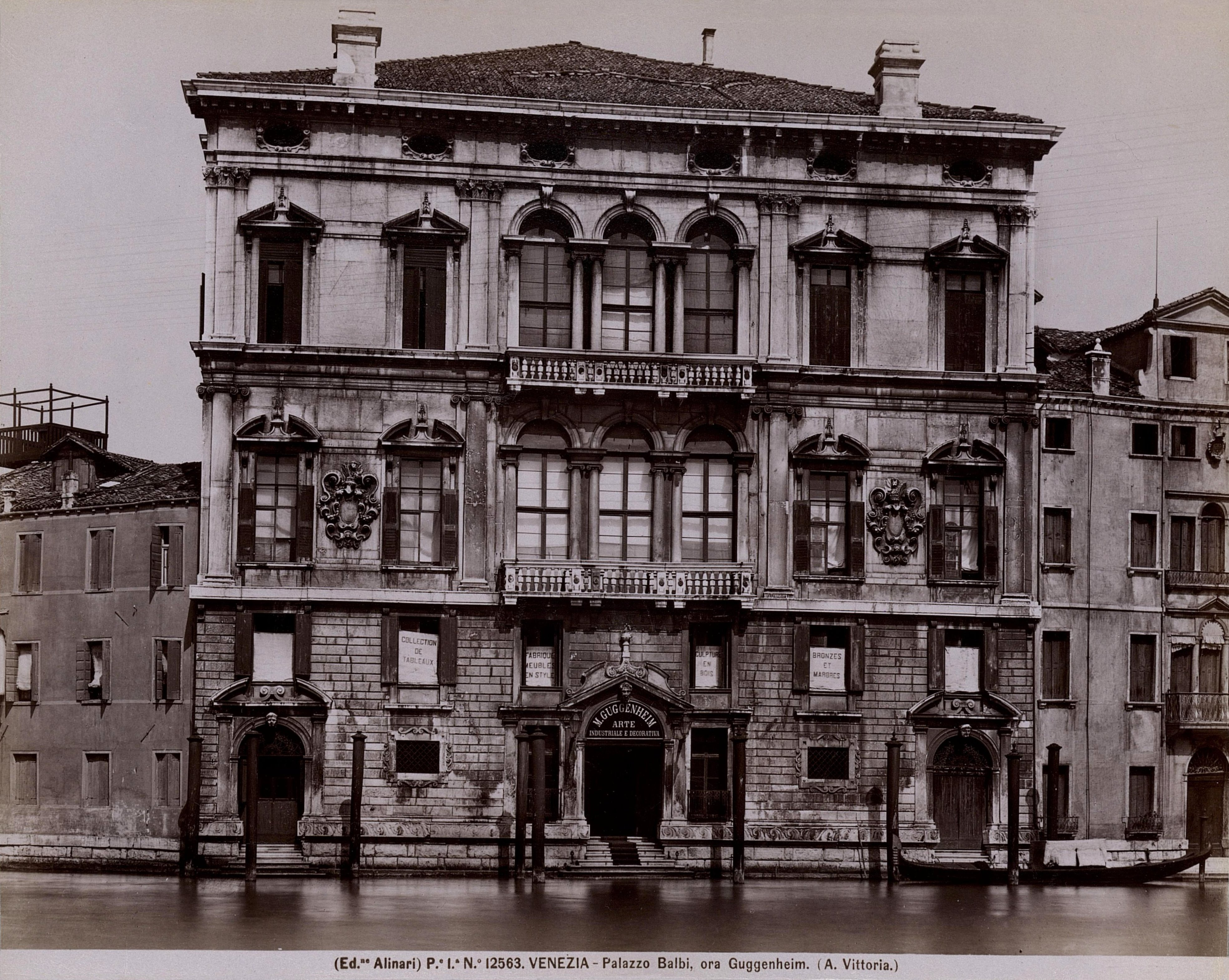
Палаццо Бальби (с вывеской М.Гуггенхайма) в конце XIX века.

В 1880-х годах Гуггенхайм сделал свою коллекцию доступной для широкой публики, открыв экспозицию сперва в Палаццо Гритти, а через некоторое время перенеся её в Палаццо Бальби — оба здания в самом центре Венеции, на Гранд-канале. В экспозиции имелись многочисленные работы и их фрагменты из разного и расписного дерева, а также гипсовые слепки, рисунки, гравюры, орнаменты и книги. После смерти коллекционера многие из них были переданы основанной им Венецианской школе искусств и их промышленного использования. Гуггенхайм не просто собирал попадавшие ему предметы искусства, но занимался их изучением. Так, в 1877 году по разрешению итальянского Министерства народного образования им были изготовлены для последующего изучения копии декора Лестницы гигантов в венецианском Дворце дожей, а в 1897 году он опубликовал книгу «Le Cornici Italiane dalla metà del secolo XV allo scorcio del secolo XVI» (с итал. — «Итальянские рамы со второй половины XV до конца XVI веков»), ставшей пособием для искусствоведов и реставраторов многих стран мира.
Микеланджело Гуггенхайм был членом и спонсором многочисленных общественных и художественных организаций и сообществ, среди которых Общество по проведению Венецианского карнавала, Венецианского художественного кружка (итал. Circolo Artistico veneziano) и других.
К 1910 годам Гуггенхайм был тяжело болен и не мог более заниматься привычной деятельностью. В 1910 году все его производственные предприятия были закрыты. В 1912 году в Париже состоялся аукцион, где была продана часть коллекции антиквара. В сентябре 1913 года в венецианском Палаццо Бальби, где когда-то он начинал свою деятельность, была распродана оставшаяся часть коллекции. Через год он скончался.

## Выставки
Микеланджело Гуггенхайм выставлял работы своих мастеров на многочисленных международных выставках, проходивших в различных городах. В том числе:
- На Всемирной выставке 1873 года в Вене им были представлены несколько моделей мебели, а также рама из эбенового дерева, инкрустированное слоновой костью, которая была приобретена королём Италии Виктором Эммануилом II[10].
- На Всемирной выставке 1880 года в Мельбурне Гуггенхейм принимал участие в работе разделов «Резьба по дереву» и «Бронзовые подсвечники»[10].
- На Иностранной выставке 1883 года в Бостоне была представлена коллекция антикварной мебели в стиле Людовика XVI[10].
- В 1885 и в 1886 годах Гуггенхайм принял участие в двух выставках, организованных созданным в 1884 году Художественно-промышленном музее в Риме. На второй из них, в организации которой он принял непосредственное участие, были представлены многочисленные предметы из бронзы (подсвечники, чернильницы и так далее), часть из которых была приобретена итальянским Министерством сельского хозяйства, промышленности и торговли. Там же были представлены масштабные копии многочисленных венецианских зданий — как предполагается, это должны были быть «сувениры» для богатых иностранцев, посещавших город[11].
- В 1887 году на Международной выставке искусства в Венеции Микеланджело Гуггенхайм выступал уже не только как экспонент и организатор, но и как эксперт, мнение которого о выставленных работах имело большой вес как для продавцов, так и для покупателей[12].
- На Итальянской выставке 1888 года в Лондоне предметы искусства, представленные Гуггенхаймом, были оценены «Первым дипломом»[13].
- На Всемирной выставке 1889 года в Париже Гуггенхайм также был приглашён в качестве эксперта предметов искусства. Также, среди прочего, там была представлена копия кресла, изготовленного мастерами Гуггенхайма для итальянского короля Умберто I[13].

## Проекты
- С 1874 по 1882 годы Гуггенхайм принимал участие в тщательном обновлении Палаццо Коччина Тьеполо, приобретённого богатой семьёй Пападополи и известного в наше время как Палаццо Пападополи[итал.]. Работа была замечена в том числе эксцентричным королём Баварии Людвигом II, который направил к Гуггенхайму своего придворного архитектора Георга фон Дольмана, которому было поручено детально изучить работу венецианца, зафиксировать её при помощи фотографий, а также наградить последнего золотой медалью[14].
- В 1882 году антиквар получил большой заказ от короля Италии Умберто I на создание в римской резиденции монарха в Квиринальском дворце его опочивальни. Сотрудниками Гуггенхайма были изготовлены многочисленные предметы мебели из резного орехового дерева, в том числе кровать, кресло и секретер, а также два бронзовых алтаря с фигурами Адониса и Венеры[15].
- В 1889 году Микеланджело Гуггенхайм выполнил заказ от германского императора Вильгельма II на обустройство для него и его супруги Августы Виктории императорской резиденции в итальянской Монце[16].
- В 1897 году немецкий промышленник Вальтер Эрих Якоб Кес (нем. Walter Erich Jacob Kees) пригласил Гуггенхайма принять участие в проведении масштабного переустройства приобретённой им Виллы Монастеро[итал.] в Варенне на озере Комо.  Результатом стало переустройство интерьеров здания в эклектичном стиле, соответствующем внешнему облику виллы[7].

## Государственные награды
За свою деятельность Микеланджело Гуггенхайм был удостоен многих высоких государственных наград Королевства Италия:
- 1877 — кавалер ордена Короны Италии
- 1883 — золотая медаль «За науку и искусство»
- 1886 — кавалер орден Святых Маврикия и Лазаря
- 1896 — офицер ордена Короны Италии
- 1898 — командор ордена Короны Италии
- 1914 — великий офицер ордена Короны Италии